# Sphenodesme
Sphenodesme  é um gênero botânico da família Lamiaceae

## Espécies
Formado por 31 espécies:
Sphenodesme acuminata Sphenodesme amethystina Sphenodesme annamitica
Sphenodesme barbata Sphenodesme borneensis Sphenodesme clemensorum
Sphenodesme eryciboides Sphenodesme ferruginea Sphenodesme floribunda
Sphenodesme griffithiana Sphenodesme grossa Sphenodesme involucrata
Sphenodesme jackiana Sphenodesme mekongensis Sphenodesme microstylis
Sphenodesme mollis Sphenodesme odorata Sphenodesme orbicularis
Sphenodesme paniculata Sphenodesme pentandra Sphenodesme pierrei
Sphenodesme racemosa Sphenodesme robinsonii Sphenodesme sarawakensis
Sphenodesme smitinandii Sphenodesme stellata Sphenodesme thorelii
Sphenodesme triflora Sphenodesme unguiculata Sphenodesme wallichiana
Sphenodesme winkleri